# Stylianos Koukouselis Fouskis
Stylianos Koukouselis Fouskis (12 giugno 2010) è un nuotatore artistico greco.

## Biografia
Ha esordito nella Coppa del Mondo di nuoto artistico il 28 febbraio 2025 a Parigi, concludendo al settimo posto la gara individuale nel programma tecnico.
Viene selezionato dalla squadra greca per i campionati mondiali giovanili di nuoto artistico 2023 di Atene, partecipando nelle gare individuali e nel duo misto.

## Palmarès

### Coppa del Mondo
- 2 podi:
  - 1 vittoria (1 nella duo)
  - 1 terzo posto (1 nella gara individuale)

#### Coppa del mondo - vittorie
| Data         | Luogo  | Paese   | Disciplina    |
| ------------ | ------ | ------- | ------------- |
| 2 marzo 2025 | Parigi | Francia | Duo libero Mx |